# Kolaż literacki
Kolaż literacki – typ techniki literackiej opierający się na tworzeniu utworów z istniejących wcześniej elementów, cytatów, dzieł połączonych z częściami wypowiedzi autorskich. Z takiej formy wyrażania myśli korzystali twórcy europejskiej awangardy, m.in.: Guillaume Apollinaire, Louis Aragon, Blaise Cendrars, Władimir Majakowski, James Joyce i Amerykanin Ronald Sukenick. Polscy autorzy prozy eksperymentalnej również czerpali z techniki kolażu literackiego; byli to np. Miron Białoszewski, Tadeusz Konwicki, Leopold Buczkowski, zaś w dramaturgii – Tadeusz Różewicz. Za prekursorów współczesnego kolażu literackiego przyjmuje się XIX-wiecznych pisarzy – Artura Rimbauda i Comte de Lautréamonta.
Przykładem kolażu literackiego jest utwór Juliana Kornhausera "Sprostowanie" (fragment):
10 wers I szpalta od góry – jest: życie, winno być: Życie
26 " " " " dołu – " domokrążca, winno być: demokracja
31 " II " " " – " pękło, winno być: piękno
1 " " " " " – " socyalizm, winno być: socjalizm